# Mosasaurus
Mosasaurus var ett släkte mosasaurier som levde under Krita. Namnet betyder "ödla från floden Meuse". Namnet härrör från att den hittades nära floden Meuse och har också applicerats på hela gruppen, trots att de hittats över hela världen.
Mosasaurus var inte bara den första mosasaurien som hittades och namngavs, utan även den största, med möjlighet att nå längder på över 14 meter. Den levde under Maastricht, den sista åldern av Kritaperioden. 

## Beskrivning och paleobiologi

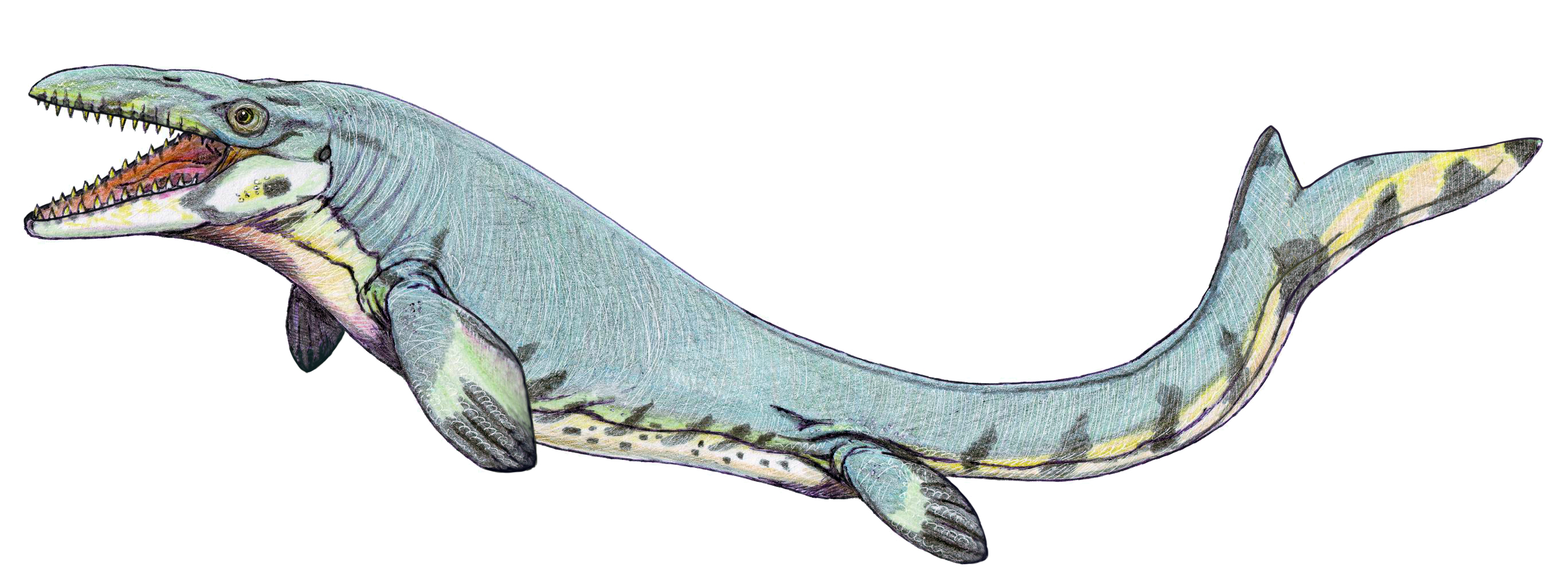
Rekonstruktion av Mosasaurus beaugei.

Mosasaurus var bland de sista mosasaurierna och även bland de största. I nuläget är Mosasaurus hoffmannii den största kända av alla mosasaurier med en längd på över 14 meter, större än andra jättar såsom Tylosaurus och Hainosaurus som kunde nå längder på ungefär 12 meter. Mosasaurus var väldigt robust för en mosasaurie, med en robust skalle och underkäken fast väldigt tätt mot skallen. Deras ögon var stora, men de hade inte binokulär (framåtriktad) syn.
Experter tror att Mosasaurus levde nära ytan där den jagade fisk, sköldpaddor, ammoniter, mindre mosasaurier och plesiosaurier. Inga fossil har hittats som skulle tyda på att de dök till djupa vatten och deras anpassningar tyder på en mer "ytlig" diet. 
Skallen hos Mosasaurus var nästan koniskt formad och det var även dess robusta tänder. Kroppen slutade i en kraftfull svans vilket mycket troligen hade en stjärtfena likt den hos hajar och ichthyosaurier baserat på fynd av andra mosasaurier. 

## Upptäckt och historia

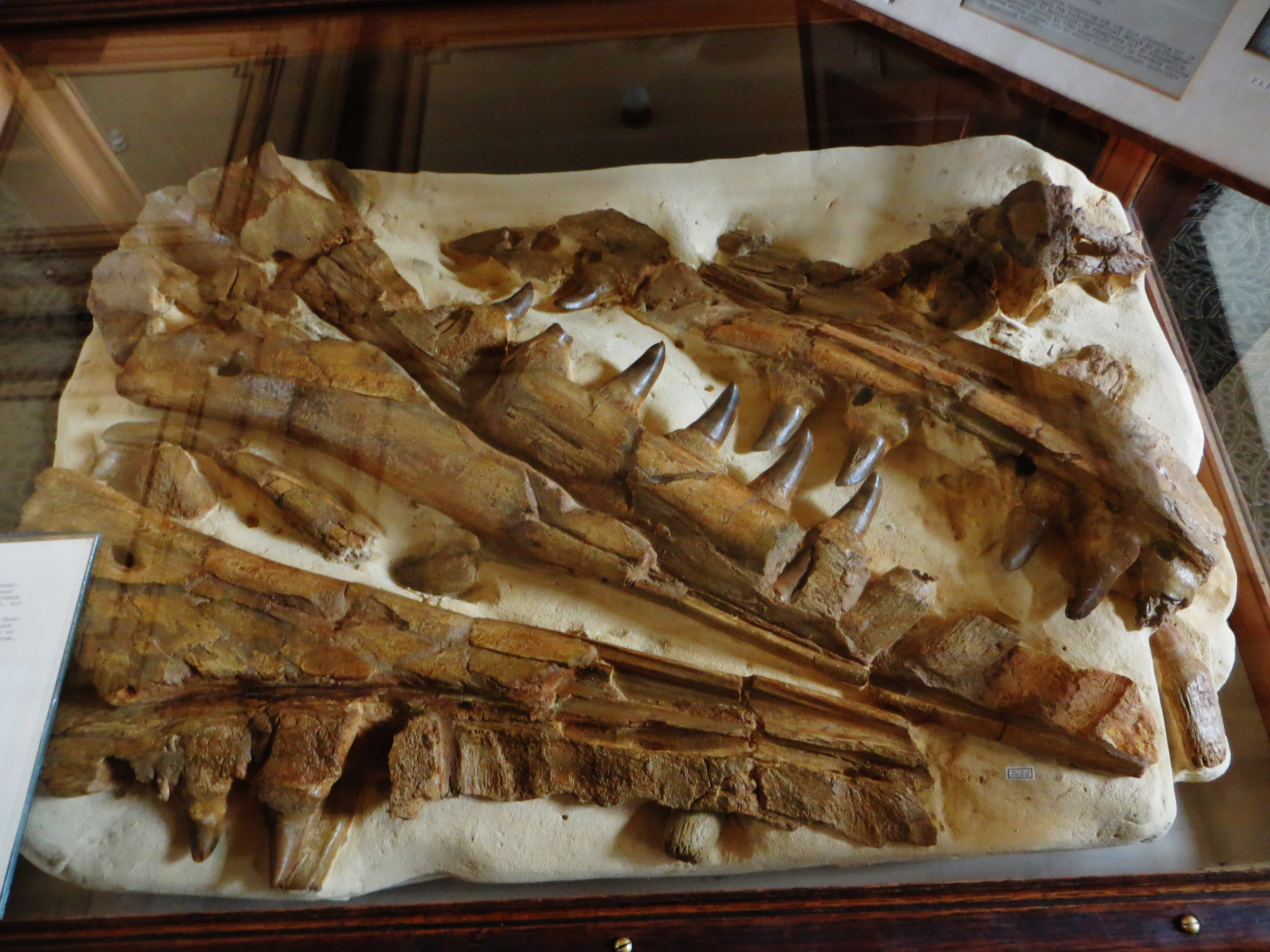
Mosasaurus hoffmannii-fossilet TM 7424, stora delar av en skalle och det första mosasauriefossilet som någonsin publicerades.

Mosasaurus hoffmanni var den första mosasaurien som namngavs. Den första skallen, TM 7424, hittades i ett kalkbrott i närheten av floden Meuse 1764 och samlades in av löjtnant Jean Baptiste Drouin 1766. Det flyttades till Teylers Museum i Haarlem 1784 av Martinus van Marum som publicerade en beskrivning av fossilet först 1790 där han ansåg att det tillhört en val. Fossilet fortsatte förvaras i Haarlem tillsammans med andra fossil man hittat av samma djur fram tills Franska revolutionsarméer intog staden 1794 då den flyttades till Paris som plundringsgods. Även här fortsatte idéer om att fossilet var från en val, och i vissa fall trodde forskare att de tillhört en jättekrokodil.
År 1798 var Adriaan Gilles Camper den förste att se likheter mellan de fossiliserade kvarlevorna och varaner och fortsatta studier fortsatte under det tidiga 1800-talet. Ingent namn hade skapats för arten än, utan den hade främst blivit kallad för "Grand Animal fossile des Carrières de Maëstricht" ("Det stora fossiliserade djuret från Maastrichts stenbrott"). 1822 döpte William Daniel Conybeare djuret till "Mosasaurus" efter den flod kalkbrottet legat i närheten av och 1829 lade Gideon Mantell till artnamnet "hoffmannii" vilket hedrade arméläkaren Johann Leonard Hoffmann som hade samlat in delar av fossilen som tillskrevs den nyligen namngivna arten.

## Källhänvisningar
1. ↑  Grigoriev, D.W. (2014). "Giant Mosasaurus hoffmanni (Squamata, Mosasauridae) from the Late Cretaceous (Maastrichtian) of Penza, Russia" (PDF). Proceedings of the Zoological Institute RAS. Russia. 318 (2): 148–167. Retrieved 26 June 2016.
2. ↑  Evans, M. (2010). "The roles played by museums, collections and collectors in the early history of reptile palaeontology." Pp. 5-31 in Moody, R.T.J., Buffetaut, E., Naish, D. and Martill, D.M. (eds.) Dinosaurs and Other Extinct Saurians: A Historical Perspective. Geological Society Special Publication 343.
3. ↑  A.G. Camper, 1800, "Lettre de A.G. Camper à G. Cuvier sur les ossemens fossiles de la montagne de St. Pierre, à Maëstricht", Journal de Physique 51 (1800) p. 278-291.
4. ↑  Camper, P. 1786 "Conjectures relative to the petrifactions found in St. Peter’s Mountain near Maestricht", Philosophical Transactions 76: 443-456